# 미스터 터너
《미스터 터너》(영어: Mr. Turner)는 2014년 개봉한 영국의 전기 드라마 영화이다. 미술가 J. M. W. 터너(1775-1851)의 생애를 바탕으로 제작되었다.

## 줄거리
아버지의 죽음에 깊은 영향을 받은 화가 J. M. W. 터너는 자신을 사랑하는 가정부 해나 댄비의 애정을 당연하게 여기고 그녀를 때때로 성적으로 이용하면서 함께 살던 중 그가 지내는 해변가 집의 주인 부스 부인과 깊은 애정 관계를 맺게 되고, 결국 첼시에서 가명으로 그녀와 함께 살게 된다.
터너는 여행을 다니며 그림을 그리고, 눈보라를 그리기 위해 배의 돛대에 묶이기도 한다. 시골 귀족들과 어울리며, 사창가를 방문하고, 왕립 예술원에서 인기 있지만 무절제한 회원으로 활동하는 그는 대중과 왕족으로부터 찬사와 비난을 동시에 받는다.
영화는 1832년 왕립 예술원 전시회의 기억에 남을 순간을 재현한다. 터너의 바다 풍경화 《헬레부츨라위스》가 존 컨스터블의 《워털루 다리의 개통, 화이트홀에서 바라본 모습》 옆에 걸렸을 때의 일이다. 침침한 색조를 띤 자신의 그림이 컨스터블의 생동감 넘치는 작품 옆에서 한층 바래 보이자 터너는 순식간에 붉은 물감을 덧칠해 부표를 표현한다. 터너의 재능을 알아본 컨스터블은 이렇게 말한다. “그가 여기 와서 총을 쏘고 갔군.”

## 출연진
- 티머시 스폴 - J. M. W. 터너 역
- 도러시 앳킨슨 - 해나 댄비 역
- 매리언 베일리 - 소피아 부스 역
- 폴 제슨 - 윌리엄 터너 시니어 역
- 레슬리 맨빌 - 메리 서머빌 역
- 마틴 새비지 - 벤저민 로버트 헤이던 역
- 루스 신 - 세라 댄비 역
- 칼 존슨 - 부스 씨 역
- 조슈아 맥과이어 - 존 러스킨 역
- 스튜어트 매쿼리 - 러스킨의 아버지 역
- 실베스트라 러투절 - 러스킨의 어머니 역
- 시네이드 매슈스 - 빅토리아 여왕 역
- 커리나 퍼낸데즈 - 코긴스 양 역
- 리처드 브레머 - 조지 존스 역
- 마크 스탠리 - 클라크슨 스탠필드 역
- 제이미 토머스 킹 - 데이비드 로버츠 역
- 톰 블라시하 - 앨버트 공 역
- 패트릭 고드프리 - 에그러몬트 경 역
- 나이얼 버기 - 존 커루 역
- 프레드 피어슨 - 윌리엄 비치 경 역
- 로버트 포털 - 찰스 이스트레이크 경 역
- 제임스 플리트 - 존 컨스터블 역
- 니컬러스 존스 - 존 손 역
- 로저 애슈턴그리피스 - 헨리 윌리엄 피커스길 역
- 사이먼 챈들러 - 오거스터스 월 콜컷 경 역
- 에드워드 더수자 - 토머스 스토더드 역
- 올리버 몰트먼 - 연극 배우 역
- 제임스 노턴
- 밥 구디

## 기타 제작진
- 공동 제작: 미셸 생장
- 라인 제작: 대니엘 브랜던
- 협력 제작: 헬렌 그리어슨
- 배역: 니나 골드
- 미술: 수지 데이비스
- 세트: 샬럿 와츠
- 의상: 재클린 듀랜
- 음향 편집 감독: 리 헤릭
- 특수 효과 감독: 피터 커시
- 시각 효과 감독: 조지 즈와이어
- 제작 관리: 세라 맥브라이드
- 조감독: 조시 로버트슨